# Base aerea Al Asad
La base aerea Ayn al Asad (IATA: IQA, ICAO: ORAA) è una base delle forze armate irachene e degli Stati Uniti situata nel Governatorato di Al Anbar nell'Iraq occidentale. La base è utilizzata anche dalle forze armate britanniche in Iraq.
Fu la seconda più grande base aerea militare americana in Iraq durante l'Operazione Iraqi Freedom. Fino a gennaio 2010, era la sede della II Marine Expeditionary Force/Multi-National Force West.
Il 26 dicembre 2018, il presidente Donald Trump e sua moglie Melania hanno visitato i soldati di stanza alla base. Il 23 novembre 2019, il vicepresidente Mike Pence e sua moglie Karen, hanno visitato le truppe in vista del giorno del Ringraziamento. L'8 gennaio 2020, la base aerea è stata oggetto di un attacco missilistico, condotto dall'Iran come rappresaglia per l'uccisione di Qasem Soleimani.